# Tjaša Vozel
Tjaša Vozel, slovenska plavalka, * 14. julij 1994, Trbovlje.
Tjaša Vozel je za Slovenijo nastopila na plavalnem delu Poletnih olimpijskih iger 2012 v Londonu, kjer je v disciplini 100 m prsno osvojila trideseto mesto. 